# Fangelturm (Barth)

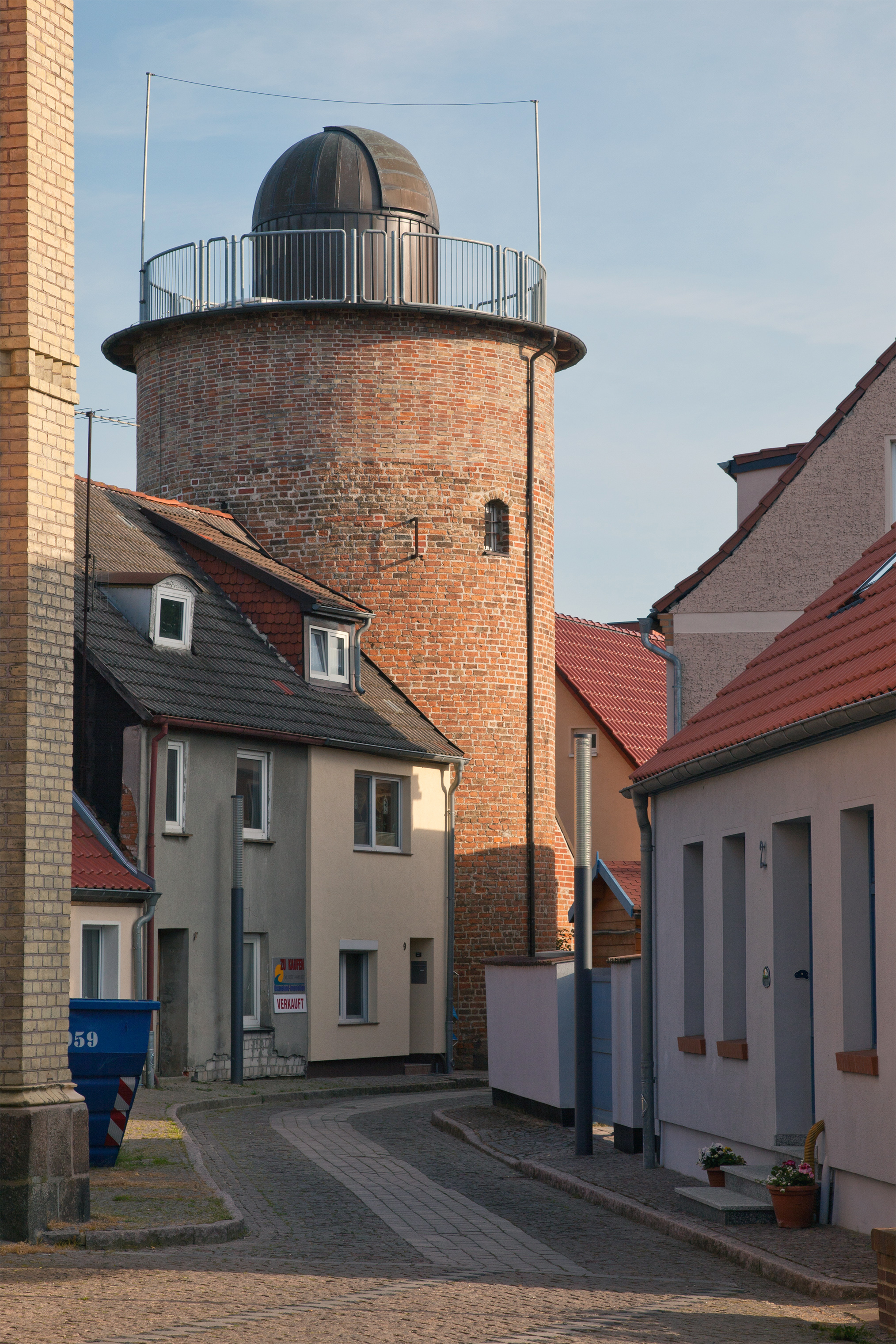
Fangelturm

Der Fangelturm in Barth (Mecklenburg-Vorpommern) ist ein Wehrturm und Fangelturm und war Teil der Stadtbefestigung.
Der jetzt bestehende Backsteinturm wurde im 16. Jahrhundert das erste Mal als „nova turis“ (neuer Turm) erwähnt. Er ist zwölf Meter hoch, bei einem Durchmesser von 7,7 Metern und einer Wandstärke von 1,90 Metern. Ursprünglich war der Turm ein unbedachter, mit Zinnen bekrönter Befestigungsturm im Verlauf der Stadtmauer.
Der Turm wurde auch als Gefangenenturm genutzt. Der Name Fangelturm lässt sich sprachlich als „Turm der Einfriedung“, aber auch als „Gefängnisturm“ deuten. Im ersten Geschoss befindet sich unter einer runden Bodenöffnung ein 5 m tiefes Verlies. Dieses wurde im 18. Jahrhundert zugemauert, stattdessen hat man zwei Gefängniszellen eingebaut. Im Zuge der Restaurierungen 1996 und 2007 wurde das Verlies wieder zugänglich gemacht.
Im 19. Jahrhundert wurde der Wehrbau umgebaut. Er wurde durch das obere Stockwerk und ein Kuppeldach ergänzt. Dabei verlor er die Zinnen.
Seit 1965 befindet sich auf dem Dach des Turmes eine Schulsternwarte.